# Waleska Leifeld
Waleska Defne Leifeld (* in München) ist eine deutsche Architektin, Szenenbildnerin und Hochschullehrerin.

## Werdegang
Waleska Leifeld studierte bis 2002 an der TU München und der EPF Lausanne und absolvierte anschließend das Aufbaustudium Film- und Fernseh-Szenenbild an der Hochschule für Fernsehen und Film München im Bereich Filmarchitektur. Leifeld lehrte an der TU München bei Uta Graff und Mark Michaeli, der Hochschule Karlsruhe, der Hochschule für Fernsehen und Film München und seit 2021 als Professorin an der OTH Regensburg. Leifeld ist Mitglied des Mathilde-Planck-Lehrauftragsprogramms der Hochschulen für angewandte Wissenschaften Baden-Württemberg.

## Werk
Filme
- 2004: Aus der Tiefe des Raumes (Regie: Gil Mehmert)
- 2006: Das Parfum – Die Geschichte eines Mörders (Regie: Tom Tykwer)
- 2007: Lissi und der wilde Kaiser (Regie: Michael Herbig)
- 2008: Der Vorleser (Regie: Stephen Daldry)
- 2008: Krabat (Regie: Marco Kreuzpaintner)
- 2009: Wickie und die starken Männer (Regie: Michael Herbig)
- 2009: Wir sind die Nacht (Regie: Dennis Gansel)
- 2010: Wer wenn nicht wir (Regie: Andres Veiel)
- 2010: Jerry Cotton (Regie: Cyrill Boss)
- 2011: Wickie auf großer Fahrt (Regie: Christian Ditter)
- 2013: Das kleine Gespenst (Regie: Alain Gsponer)
- 2015: Heidi (Regie: Alain Gsponer)
- 2016: Snowden (Regie: Oliver Stone)
- 2017: Jugend ohne Gott (Regie: Alain Gsponer)
- 2018: Die kleine Hexe (Regie: Michael Schaerer)
- 2019: Das perfekte Geheimnis (Regie: Bora Dagtekin)
- 2019: Wie gut ist deine Beziehung? (Regie: Ralf Westhoff)
- 2020: Siberia (Regie: Abel Ferrara)
- 2020: Hui Buh und das Hexenschloss (Regie: Sebastian Niemann)
- 2022: Der Räuber Hotzenplotz (Regie: Michael Krummenacher)
- 2022: Im Westen nichts Neues (Regie: Edward Berger)[5]

Serien
- seit 2020: Biohackers (Regie: Christian Ditter, Tim Trachte)

## Preise
- 2011: Ernst-Otto-Fischer-Lehrpreis der TU München[6]
- 2023: Bestes Szenenbild – Oscar für Christian M. Goldbeck und Ernestine Hipper für Im Westen nichts Neues. Leifeld gehörte zum Team[7][8][9]